# (200292) 2000 AY115
(200292) 2000 AY115 es un asteroide perteneciente al cinturón de asteroides descubierto el 5 de enero de 2000 por el equipo del Lincoln Near-Earth Asteroid Research desde el Laboratorio Lincoln, Socorro, Nuevo México, Estados Unidos.

## Designación y nombre
Designado provisionalmente como 2000 AY115.

## Características orbitales
2000 AY115 está situado a una distancia media del Sol de 2,750 ua, pudiendo alejarse hasta 3,386 ua y acercarse hasta 2,115 ua. Su excentricidad es 0,230 y la inclinación orbital 9,309 grados. Emplea 1666,47 días en completar una órbita alrededor del Sol.

## Características físicas
La magnitud absoluta de 2000 AY115 es 15,5. 